# Çanakkale (province)
Pour la préfecture, voir Çanakkale.
La province de Çanakkale (en turc : Çanakkale ili) est une des 81 provinces de la Turquie. Sa préfecture est la ville éponyme de Çanakkale.

## Géographie
Sa superficie totale qui est de 9 887 km2, se répartit sur les deux rives du détroit des Dardanelles. Au nord de celui-ci se trouve une partie européenne de 1 296 km2 incluse dans la Thrace orientale et essentiellement constituée par la Péninsule de Gallipoli et l'île d'Imbros située en mer Égée.

## Population
En 2013, la province était peuplée d'environ 502 328 habitants, soit une densité de population d'environ 51 hab./km2.
| 2000    | 2001    | 2002    | 2003    | 2004    | 2005    | 2006    |
| ------- | ------- | ------- | ------- | ------- | ------- | ------- |
| 449 418 | 453 632 | 457 280 | 460 792 | 464 511 | 468 375 | 472 320 |

| 2007    | 2008    | 2009    | 2010    | 2011    | 2012    | 2013    |
| ------- | ------- | ------- | ------- | ------- | ------- | ------- |
| 476 128 | 474 791 | 477 735 | 490 397 | 486 445 | 493 691 | 502 328 |

| 2014    | 2015    | 2016    | 2017    | 2018    | 2019    | 2020    |
| ------- | ------- | ------- | ------- | ------- | ------- | ------- |
| 511 790 | 513 341 | 519 793 | 530 417 | 540 662 | 542 157 | 541 548 |

| 2021    | 2022    | 2023    | - | - | - | - |
| ------- | ------- | ------- | - | - | - | - |
| 557 276 | 559 383 | 570 499 | - | - | - | - |

## Administration
La province est administrée par un préfet (en turc : vali)

## Subdivisions
La province est divisée en 12 districts (en turc : ilçe, au singulier).